# دوابي العليا (ميانكوه)
دوابي العلیا (بالفارسية: دوابی علیا) هي قرية تقع في إيران في خراسان رضوي. يقدر عدد سكانها بـ 165 نسمة بحسب إحصاء 2016.